# Roman Jaško
Roman Jaško (né le 30 octobre 1982 à Handlová en Tchécoslovaquie) est un joueur professionnel slovaque de hockey sur glace.

## Carrière de joueur
Roman Jaško commence sa carrière professionnelle en 1999 dans son club formateur, le MŠHK Prievidza en 1.liga, le second échelon slovaque. Il y restera durant 5 saisons. En 2006, il commence la saison avec son club, mais part ensuite en Espagne au CH Val d'Aran Vielha en Superliga Española. Sur le plan comptable, ce fut sa meilleure saison avec 11 buts, 13 assistances (24 points) en 18 matchs. L'année suivante, il retourne en Slovaquie dans son club formateur. Blessé une partie de la saison, il ne joua que 16 matchs.
À l'été 2008, il répond favorablement à l'offre du club de Gap, alors en Division 1. Il est blessé en début de saison lors d'un match de préparation contre les Vipers de Montpellier. Après son retour sur la glace, il se blesse de nouveau, toujours contre les Vipers de Montpellier, mais en match de championnat cette fois-ci. Il finit tout de même la saison avec un titre de Champion de France de Division 1. Non conservé par André Svitac, l'entraineur de l'époque, il part en Alsace dans le club des Scorpions de Mulhouse, tout juste promu en Division 1.

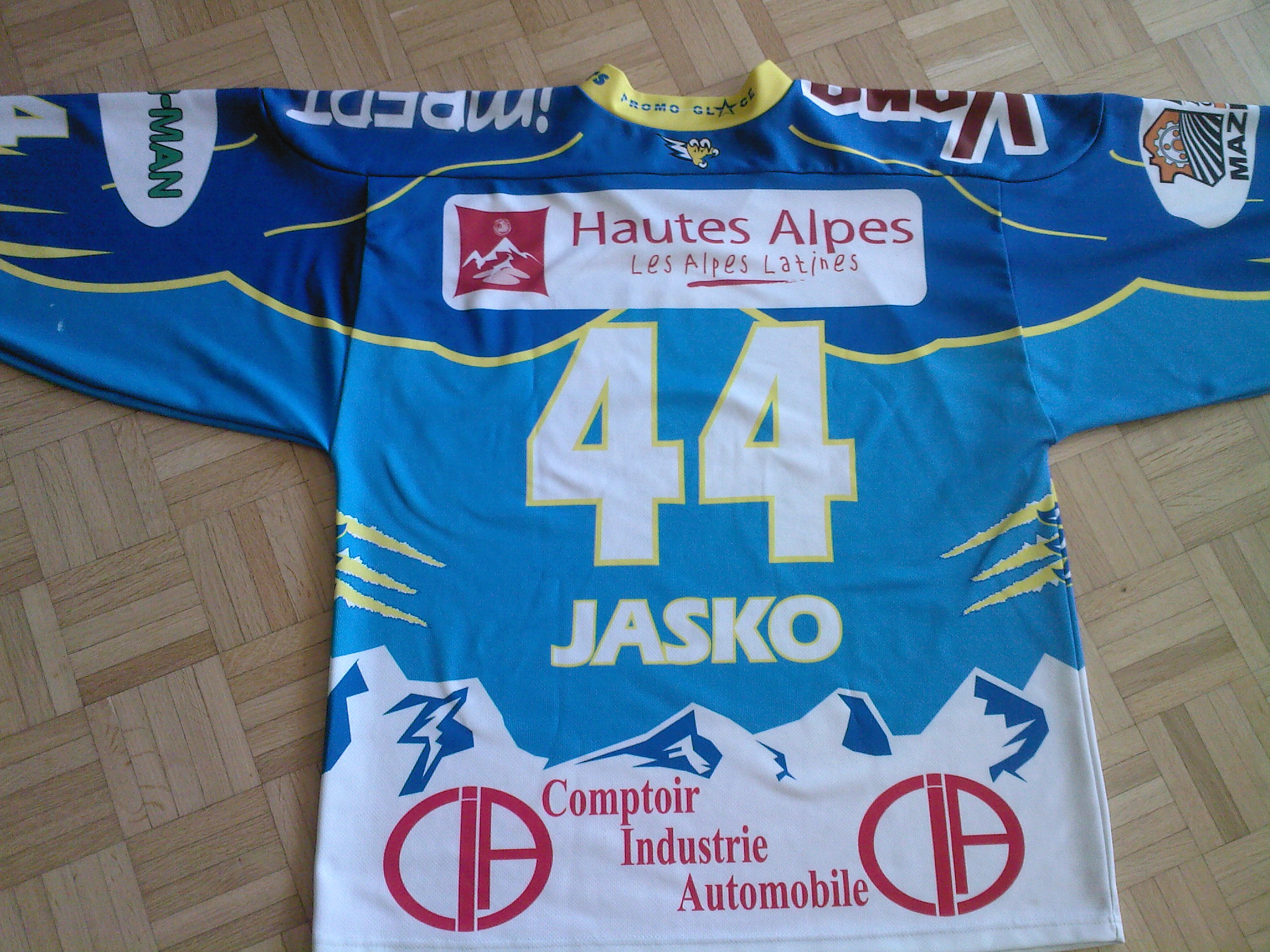
Maillot de Roman Jasko durant la saison 2008-2009 alors qu'il jouait pour les Rapaces de Gap

## Trophées et honneurs personnels
- 2008-2009 : champion de France de Division 1

## Statistiques
Pour les significations des abréviations, voir Statistiques du hockey sur glace.
| Saison    | Équipe                    | Ligue              |    | Saison régulière | Saison régulière | Saison régulière | Saison régulière | Saison régulière |   | Séries éliminatoires | Séries éliminatoires | Séries éliminatoires | Séries éliminatoires | Séries éliminatoires |
| Saison    | Équipe                    | Ligue              | PJ | B                | A                | Pts              | Pun              | PJ               | B | A                    | Pts                  | Pun                  |                      |                      |
| 1999-2000 | MŠHK Prievidza            | 1.liga             | 5  | 0                | 0                | 0                | 2                |                  |   |                      |                      |                      |                      |                      |
| 2002-2003 | MŠHK Prievidza            | 1.liga             | 7  | 0                | 1                | 1                | 6                |                  |   |                      |                      |                      |                      |                      |
| 2003-2004 | MŠHK Prievidza            | 1.liga             | 38 | 1                | 10               | 11               | 14               | 13               | 0 | 1                    | 1                    | 24                   |                      |                      |
| 2004-2005 | MŠHK Prievidza            | 1.liga             | 37 | 1                | 0                | 1                | 16               | 11               | 0 | 0                    | 0                    | 2                    |                      |                      |
| 2005-2006 | MŠHK Prievidza            | 1.liga             | 36 | 4                | 11               | 15               | 70               |                  |   |                      |                      |                      |                      |                      |
| 2006-2007 | MŠHK Prievidza            | 1.liga             | 2  | 0                | 0                | 0                | 4                |                  |   |                      |                      |                      |                      |                      |
| 2006-2007 | CH Val d'Aran Vielha      | Superliga Española | 18 | 11               | 13               | 24               | 77               |                  |   |                      |                      |                      |                      |                      |
| 2007-2008 | MŠHK Prievidza            | 1.liga             | 16 | 1                | 3                | 4                | 12               |                  |   |                      |                      |                      |                      |                      |
| 2008-2009 | Gap Hockey Club           | Division 1         | 13 | 1                | 8                | 9                | 8                | 6                | 0 | 2                    | 2                    | 10                   |                      |                      |
| 2009-2010 | Scorpions de Mulhouse     | Division 1         | 21 | 3                | 8                | 11               | 51               | 2                | 0 | 0                    | 0                    | 4                    |                      |                      |
| 2010-2011 | Club olympique Courbevoie | Division 1         | 24 | 4                | 7                | 11               | 60               |                  |   |                      |                      |                      |                      |                      |
| 2011-2012 | Courbevoie                | Division 1         | 24 | 3                | 14               | 17               | 70               | 2                | 0 | 0                    | 0                    | 2                    |                      |                      |
| 2012-2013 | Courbevoie                | Division 1         | 22 | 2                | 8                | 10               | 117              | -                | - | -                    | -                    | -                    |                      |                      |
| 2013-2014 | MŠHK Prievidza            | 1.liga             | 18 | 1                | 3                | 4                | 55               | -                | - | -                    | -                    | -                    |                      |                      |
|           |                           |                    |    |                  |                  |                  |                  |                  |   |                      |                      |                      |                      |                      |
| 2015-2016 | HC Prievidza              | Slovaquie D3       | 4  | 1                | 2                | 3                | 2                | -                | - | -                    | -                    | -                    |                      |                      |